# Sibel
Sibel significa espiga de blat en turc i s'utilitza com a nom de dona. Entre les persones que duen aquest nom hi ha:
- Sibel Ağan - atleta turca
- Sibel Duman - futbolista turca
- Sibel Karameke - handbolista turca
- Sibel Kekilli - actriu alemanya-turca
- Sibel Özkan - aixecadora turca
- Sibel Siber - política turcoxipriota
- Sibel Şimşek - aixecadora turca